# Зимин, Анатолий Иванович (спортсмен)
Анатолий Иванович Зимин (22 марта 1917, Зарайск, Рязанская губерния — 30 сентября 2006, Москва) — советский легкоатлет и тренер. Специализировался в беге на короткие и средние дистанции.
Заслуженный мастер спорта СССР (1948). Заслуженный тренер СССР. Заслуженный тренер РСФСР (1951).

## Биография
Родился 22 марта 1917 года в Зарайске. Выпускник Государственного центрального ордена Ленина института физической культуры имени И. В. Сталина (1938). Участник Великой Отечественной войны. Некоторое время служил в лыжном подразделении, а позднее в мотострелковом батальоне особого назначения. Принимал участие в обороне Москвы.
Представлял ЦДКА (Москва). В 1946 году участвовал в параде физкультурников на Красной площади. Трижды становился золотым призёром чемпионата СССР: 1945 год — 800 метров и 1946, 1947 года — эстафета 4 х 400 метров.
Также становился вторым на советском чемпионате в 1946 на дистанциях 800 и 1500 метров. Бронзовым призёром был в 1945 году на 1500 метрах. Неоднократный устанавливал рекорды СССР. Побеждал в этапах эстафеты на приз газеты «Вечерняя Москва». Завершил спортивную карьеру в 1951 году, после чего стал вести тренерскую деятельность.
С 1949 по 1955 год являлся старшим тренером сборной СССР по бегу на средние и длинные дистанции. Участвовал в подготовке спортсменов к международному кроссу «Юманите» в 1948 году. Старший тренер советской сборной на Олимпиаде 1952 года в Хельсинки. Среди его воспитанников: Владимир Куц, Нина Откаленко, Никифор Попов, Александр Ануфриев, Геннадий Модой, Эрих Вээтыусме и А Комарова.
Являлся заведующим кафедрой физической подготовки Военной академии имени Ф. Э. Дзержинского.
В Москве проживал в доме № 16 по Новопесчаной улице. Скончался 30 сентября 2006 года в Москве. Похоронен на Головинском кладбище. По инициативе внука Николая Зимина в 2022 году в Зарайске состоялся Мемориал Анатолия Зимина.

## Награды и звания
- Орден Отечественной войны II степени (6 апреля 1985)[2]
- Орден Красной Звезды (13 июня 1952; 22 февраля 1968)[2]
- Медаль «За оборону Москвы» (1 мая 1945)[2]
- Медаль «За боевые заслуги» (22 февраля 1944)[2]
- Медаль «За победу над Германией в Великой Отечественной войне 1941—1945 гг.» (9 мая 1945)[2]